# 杞西楼公
杞西楼公是杞国的第2任君主，但其姓名不详，生卒年月不详。根据《史记》记载，杞西楼公是杞东楼公之子，继承其爵位，传于其子杞题公。